# Алманор (Каліфорнія)
Алманор (англ. Almanor) — переписна місцевість (CDP) в США, в окрузі Плумас штату Каліфорнія. Населення — 3 особи (2020).

## Географія
Алманор розташований за координатами 40°12′52″ пн. ш. 121°10′34″ зх. д. / 40.21444° пн. ш. 121.17611° зх. д. (40.214494, -121.176220).  За даними Бюро перепису населення США в 2010 році переписна місцевість мала площу 2,29 км², уся площа — суходіл.